# 尾関茂雄
尾関 茂雄（おぜき しげお、1974年（昭和49年）11月6日 - ）は、日本の実業家。東京都出身。株式会社アクシブドットコム（現・株式会社CARTA HOLDINGS）の創業者。株式会社Zeelの創業者。
飲食店「Birth NISHIAZABU」の元経営者。元妻はタレントの山口もえ。

## 略歴
- 1993年（平成5年） - 聖学院高等学校を卒業[2]。
- 1994年（平成6年） - 一浪を経て、専修大学法学部に入学[3]。
- 1997年（平成9年） - 日本初のインターネットファイナンスを行った学生ベンチャー、スプレッドエムフォーのインターネット事業部長代理。
- 1998年（平成10年） - 大学在籍中に、内定を貰っていた株式会社サイバーエージェントで働き始め、その傍ら、株式会社ネットエイジ（現・ユナイテッド株式会社）でも勤務[3]。
- 1999年（平成11年） - 1年留年した後、大学を卒業する。10月にはサイバーエージェントからも独立して、株式会社アクシブドットコムをスプレッドエムフォーで出会った技術者のtakaaki noguchi と起業することを決める。そのあと、事業のリサーチを頼んでいた、当時イージーネットという会社を経営していた宇佐美進典（元・トーマツコンサルティング勤務）が後に合流。[3]。
- 2002年（平成14年） - 早稲田大学大学院に入学する[3]。
- 2003年 - アクシブドットコムの代表取締役社長から会長職に退き、同社をバイアウトし3億円の資金を得る[1][3]。
- 2004年（平成16年） - 1月に株式会社Zeelを設立。3月にエッセンシャルズを吉田泰子（元・三菱商事勤務）と共同で設立する。6月には半分会員制、半分ダイニングバーをコンセプトとした飲食店「Birth NISHIAZABU」を東京都港区に出店[3]。
- 2005年（平成17年） - 6月クロノスファンドを松山太河と設立。6月に化粧品輸入販売会社「Mc2」を創業。8月には沖縄県名護市に「Birth inaho」を出店するも約1年で廃業[4]。
- 2006年（平成18年） - 沖縄プロジェクトを始動させる[1]。
- 2007年（平成19年） - 9月に内閣府主催の「沖縄新世代経営者塾」の塾生となる[1]。
- 2008年（平成20年） - 7月に社団法人「沖縄県対米請求権事業協会」の新規事業運営委員会の委員に就任する[1]。12月に株式会社Zeelの代表取締役社長職を解任される[5]。
- 2011年（平成23年） - シュアラスター株式会社 顧問
- 2013年（平成25年） - 会員制ラウンジReBirth 最高顧問
- 2014年（平成26年） - 株式会社D4エンタープライズ 顧問、ブレスヴォイストレーニング研究所 顧問、コヴァ・ジャパン株式会社 顧問
- 2015年（平成27年） - 株式会社トリグラフ設立メンバー、株式会社アーティストバンク設立メンバー、株式会社モイライ 取締役 六本木Loana
- 2016年（平成28年） - 一般社団法人天現寺大使館設立メンバー、農業生産法人合資会社稲穂産業 代表
- 2017年（平成29年） - 株式会社和心美人設立メンバー
- 2018年（平成30年） - ビチェリン・アジアパシフィックアンドミドルイースト株式会社　顧問

## 人物
- 最終学歴は、早稲田大学大学院アジア太平洋研究科国際経営管理学修士課程修了[1]。
- 2005年（平成17年）の自身の誕生日にタレント・山口もえと結婚。山口とはテレビ番組での共演が縁で知りあった。1男1女をもうけたが、2011年8月に離婚。離婚内容については明らかにされていないが、後述の風営法違反容疑で尾関が逮捕されたことや、尾関が会社の経営よりも自己啓発セミナーの活動に熱心になり、沖縄に長期滞在するなど家を空けることが多くなったことに対し、山口が不信感を抱いたことが原因とされている[6]。
- 山口との結婚時には、各メディアに「創業した会社（アクシブドットコム）を年商12億円の優良企業に成長させる才覚の持ち主で、ITセレブとして有名」と報じられた[4]。
- ファッションブランド「IZREEL」の経営にも一時携わっていた。
- 2011年（平成23年）6月に風営法違反（無許可営業）の疑いで逮捕され[7]、略式起訴となった[6]。

## 著書
- 『金の匙 銀の匙 -BUSINESS is LOVEを知る6つの童話-』（2005年11月4日、英治出版）